# 西日本鉄道百道浜自動車営業所

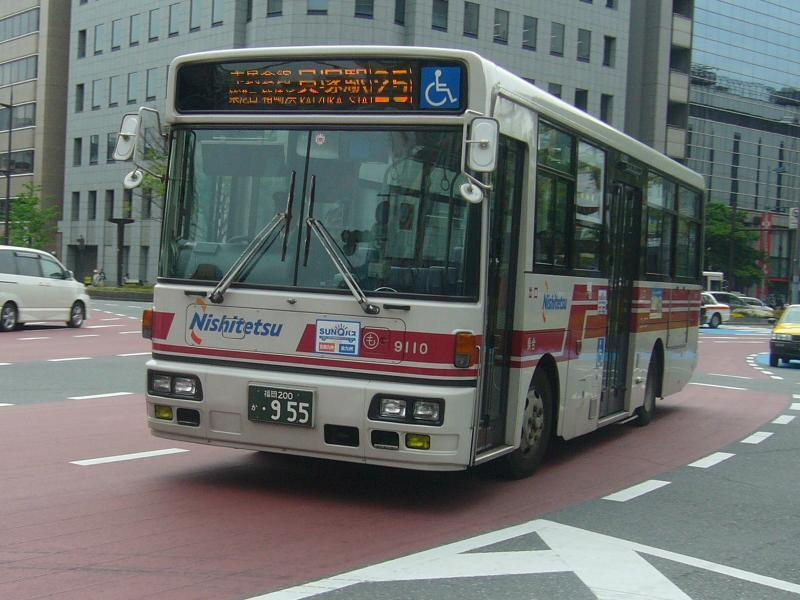
百道浜自動車営業所所属車両

百道浜営業所（ももちはまえいぎょうしょ）は、西日本鉄道のバス営業所の一つで、主に藤崎・西新・シーサイドももち地区の路線を担当する。営業所表記は○も。2002年5月に西新営業所から現在地に移転と同時に百道浜営業所に改称された。整備場を持たないため、今川整備（西鉄観光バス福岡支社併設）にて整備を行っていたが2010年12月の西鉄観光バス再編に伴い、同整備が廃止され、愛宕浜整備に変更された。

## 所在地
福岡県福岡市早良区百道浜二丁目3番33号
- 最寄バス停：福岡タワー南口・福岡タワー（TNC放送会館）
  - 市内各所から福岡タワー（TNC放送会館）（6番のみ福岡タワー南口）発着路線が多く設定されている関係で、天神地区などと同様に市内各営業所の車両を見ることができる。

## 管轄路線
- 2025年3月15日現在の路線（太字は終点・始発停留所）

### 渡辺通幹線

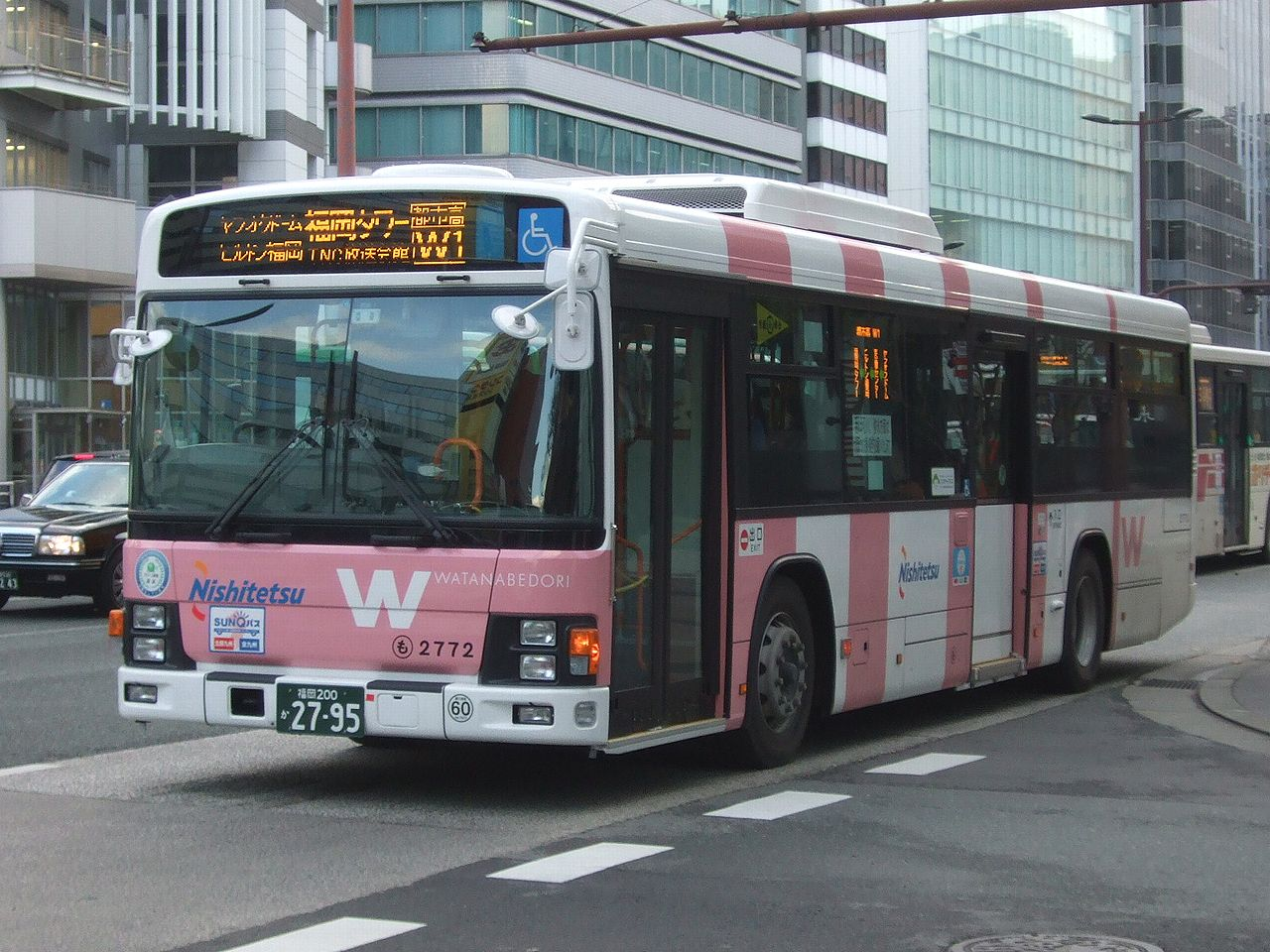
渡辺通幹線専用塗色の車両

主にシーサイドももち地区・天神と西鉄大橋駅を都市高速経由で結ぶ路線。
那珂川営業所、福岡高速営業所と共同運行。
- ■■ W1 (那の津口→大橋駅：■W)
  - 福岡タワー（TNC放送会館） - ヒルトン福岡シーホーク - みずほPayPayドーム - (西公園RP - 都市高速 - 天神北RP) - 天神 - 渡辺通一丁目 - 日赤前 - 清水町 - 南区役所 - 西鉄大橋駅
  - 藤崎 - 福岡タワー南口 - ヒルトン福岡シーホーク - みずほPayPayドーム - (西公園RP - 都市高速 - 天神北RP) - 天神 - 渡辺通一丁目 - 日赤前 - 清水町 - 南区役所 - 西鉄大橋駅
- ■■ W2 (那の津口→大橋駅：■W)
  - 福岡タワー（TNC放送会館） - (百道RP - 都市高速 - 天神北RP) - 天神 - 渡辺通一丁目 - 日赤前 - 清水町 - 南区役所 - 西鉄大橋駅
  - 藤崎 - 福岡タワー南口 - (百道RP - 都市高速 - 天神北RP) - 天神 - 渡辺通一丁目 - 日赤前 - 清水町 - 南区役所 - 西鉄大橋駅
- ■ W3 (那の津口→大橋駅：■W)
  - 那の津四丁目 - 天神 - 渡辺通一丁目 - 日赤前 - 清水町 - 南区役所 - 西鉄大橋駅
- ■ 快速W3 （快速区間：西鉄大橋駅→天神）
  - 西鉄大橋駅→南区役所→清水町→日赤前→渡辺通一丁目→天神→那の津四丁目

| 西行    | 西行 | 東行                                                                                           | 東行                                                                         | 運行区間 | 備考                                                                                                   |
| ------- | ---- | ---------------------------------------------------------------------------------------------- | ---------------------------------------------------------------------------- | --- | --- |
|         | W1   |                                                                                                | W1                                                                           | 福岡タワー（TNC放送会館） - 天神 - 渡辺通一丁目 - 清水町 - 大橋駅 - 那珂川営業所 藤崎 - 福岡タワー南口 - 天神 - 渡辺通一丁目 - 清水町 - 大橋駅                       | 大橋駅 - 那珂川営業所の間は■■62で運行 那の津口から大橋方面は■W。大橋方面から清水町までは■で運行。      |
| 305     | W1   | 福岡タワー（TNC放送会館） - 天神 - 渡辺通一丁目 - 博多駅                                       |                                                                              | | |
| 305     | W1   | 藤崎←福岡タワー南口←天神←渡辺通一丁目←博多駅                                                   |                                                                              | | |
|         | W1   | 204                                                                                            | 福岡タワー（TNC放送会館） - 天神 - 野方 藤崎←福岡タワー南口←天神←野方        | | |
|         | W1   | 201                                                                                            | 藤崎←福岡タワー南口←天神←四箇田団地←金武車庫                                 | | |
|         | W1   | 快速151                                                                                        | 福岡タワー（TNC放送会館） - 天神 - 渡辺通一丁目 - 清水町 - 皿山 - 桧原営業所 | | |
| 快速152 | W1   | 福岡タワー（TNC放送会館） - 天神 - 渡辺通一丁目 - 清水町 - 長住六丁目 - 柏原営業所・桧原営業所 |                                                                              | | |
|         | -    |                                                                                                | 44                                                                           | 福岡タワー（TNC放送会館）→天神→渡辺通一丁目→博多駅→桜並木駅 | |
|         | W2   |                                                                                                | W2                                                                           | 福岡タワー（TNC放送会館） - 天神 - 渡辺通一丁目 - 大橋駅←那珂川営業所/那珂川ハイツ/コットンヒルズ那珂川ハイツ南 藤崎 - 福岡タワー南口 - 天神 - 渡辺通一丁目 - 大橋駅 | 那珂川方面から大橋駅までは■62・■62-1で運行 那の津口から大橋方面は■W。大橋方面から清水町までは■で運行。 |
| 302     | W2   | 福岡タワー（TNC放送会館） - 天神 - 渡辺通一丁目 - 博多駅←（■44）←桜並木駅                      |                                                                              | | |
| 302     | W2   | 藤崎←福岡タワー南口←天神←渡辺通一丁目←博多駅                                                   |                                                                              | | |
| 201     | W2   | 藤崎←福岡タワー南口←天神←四箇田団地←金武車庫                                                   |                                                                              | | |
| 快速2-1 | W2   | 藤崎←福岡タワー南口←天神←法務局前←四箇田団地←金武車庫                                          |                                                                              | | |
|         | -    |                                                                                                | 302                                                                          | 福岡タワー（TNC放送会館）→天神→野方 | 那の津口から■204                                                                                       |

### 賀茂〜藤崎線
住民の要望により、1987年に賀茂線として四箇田団地 - 賀茂四角 - 原 - 六本松 - 国体道路 - 天神の209番として運行を開始し、その後路線の改編を何度か経て、2009年3月23日のダイヤ改正で現在のようなルートとなったが、賀茂地区では福岡市地下鉄七隈線や福岡外環状道路、福岡高速5号線などが次々と開通しており、当路線の利用者は年々減少していた。2010年3月4日、バス事業の経営合理化を進めていた西鉄は当路線を2011年3月31日をもって廃止することを発表したが、住民は当路線の存続を強く要望し、福岡市、住民、西鉄の三者で協議した結果、土曜1本の運行となっていた四箇田団地→賀茂駅間のみを3月31日をもって廃止し、賀茂駅 - 国立医療センター間は6月30日まで運行を継続することとなった。利用促進活動により乗客数も若干回復していたため、その後も運行は継続された。7月16日のダイヤ改正では本数を大幅にカットした上で、金武営業所から百道浜営業所と早良営業所に移管され、2012年3月31日までの運行とした。
ダイヤ改正後の乗客数は再び減少傾向にあり、西鉄が運賃値上げの可能性を住民に掲示したところ、住民側は検討を承諾し、運行は9月30日まで延ばされた。最終的に住民は運賃改定に同意したため、道路運送法第9条第4項（協議運賃）の特例を適用し、「福岡市地域公共交通会議」での協議により、当路線のみが通る原八丁目 - 賀茂駅間を発着する運賃を2012年9月1日より値上げし、10月以降も運行を継続することになった。
2013年7月13日のダイヤ改正では、賀茂二丁目第二・野芥二丁目のバス停を賀茂駅方面のみ新設、さらに賀茂駅の降車バス停を賀茂駅南、乗車バス停を賀茂駅北とそれぞれ改称し、藤崎方面→賀茂駅南→賀茂駅北→藤崎方面のループ運行を開始した。また、土曜・休日に限り国立医療センター発着を福岡タワー南口（TNC放送会館）発着に変更した。地域主体の利用促進活動を福岡市が継続的に支援するなどし、半年ごとに廃止予定日が延長されてきたものの、2021年3月31日をもって日曜・祝日の運行を取りやめ、平日・土曜日のみの運行となった。さらに、2023年3月24日をもって賀茂一丁目バス停の藤崎方面の乗り場が廃止となったが、同年10月2日に再設置された。
- ■□■ 2-9
  - 賀茂駅 - 賀茂四角 - 原 - 藤崎 - 福岡タワー南口 - 九州医療センター（場内）（医療センター発着は平日のみ）
  - 賀茂駅 - 賀茂四角 - 原 - 藤崎 - 福岡タワー南口 - 福岡タワー（TNC放送会館）（土曜のみ）

前述のとおり、大半の便で藤崎方面→賀茂駅南→賀茂駅北→藤崎方面のループ運行が行われているが、賀茂駅北始発の便、賀茂駅南止まりの便、賀茂駅北止まりの便も存在する。
- ■□ 2 (藤崎→九州医療センター：□ 1)
  - 歯科大病院 - 田隈新町 - 原 - 藤崎 - 福岡タワー南口 - 九州医療センター（場内）

### 博多駅〜西新線

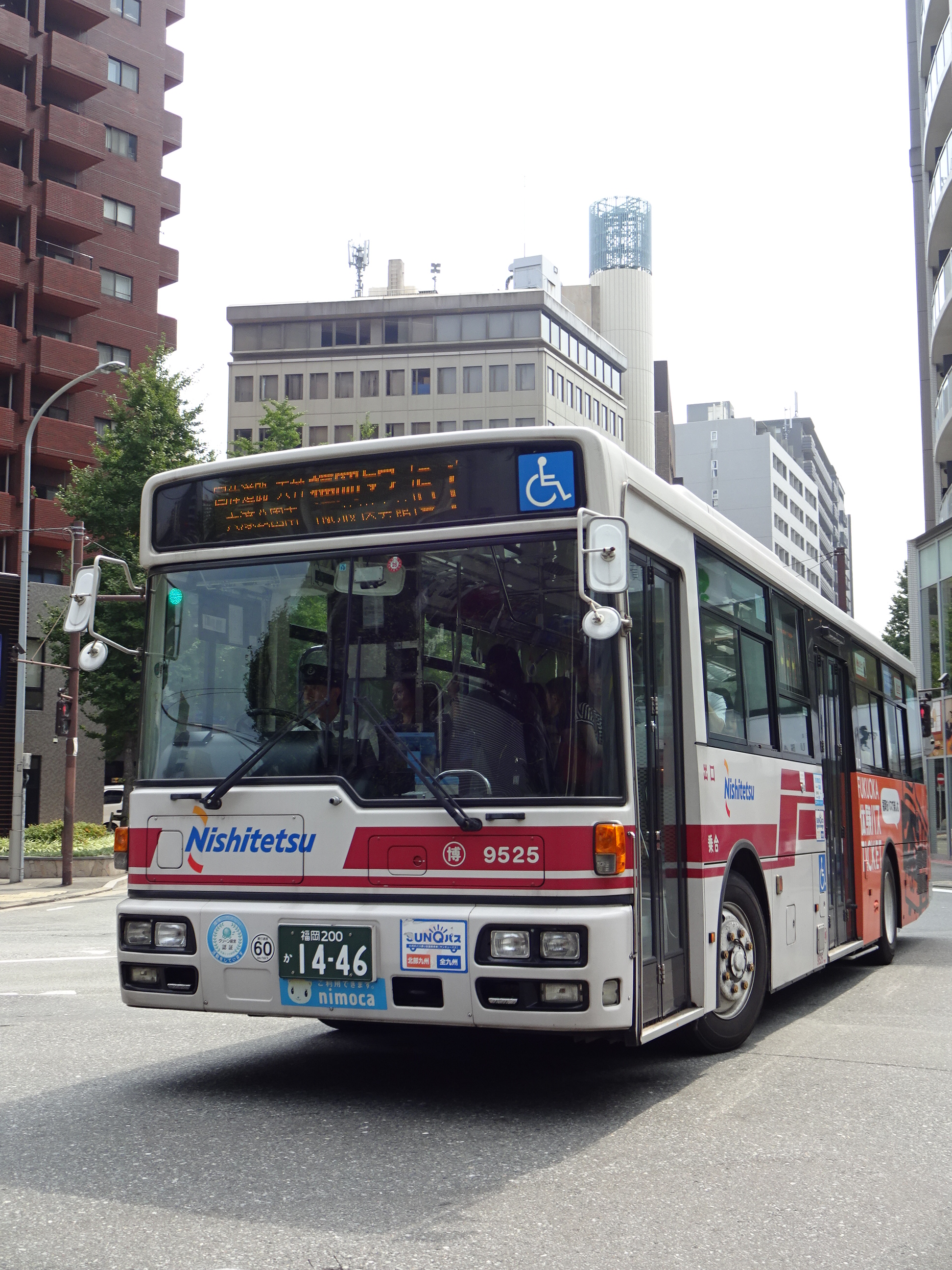
博多駅～西新線（6-1番）

博多駅 - 福岡タワーをキャナルシティ・天神経由で結ぶ系統。
博多営業所と共同運行。

#### 運行経路
- ■ 6
  - 福岡タワー南口 - 博物館南口 - 西新 - 鳥飼五丁目 - 六本松 - 警固町 - 天神 （←テレQ前／駅前三丁目→） 博多駅
- ■ 6-1
  - 福岡タワー南口 - 地行 - 今川西町公園前 - 福大大濠中高前 - 警固町 - 天神 （←テレQ前／駅前三丁目→） 博多駅
- ■■ 8
  - 室住団地 - 原北中学校前 - 室見団地 - 室見四丁目 - 藤崎

### 西新（城南）九大線
主に西新地区と博多駅地区を六本松、城南線経由で結ぶ路線。
愛宕浜営業所、吉塚営業所と共同運行。
- ■■ 9
  - 能古渡船場 - 藤崎 - 西新 - 六本松 - 桜坂 - 薬院駅前 - 住吉 - 博多駅 - 呉服町 - 箱崎三丁目
- ■■ 10
  - 福岡タワー（TNC放送会館） - 西新 - 六本松 - 桜坂 - 薬院駅前 - 住吉 - 九大病院
- ■■ 15
  - 福岡タワー（TNC放送会館） - 西新 - 六本松 - 桜坂 - 薬院駅前 - 住吉 - 博多駅
- ■ 直行
  - 博多駅（博多バスターミナル） → (呉服町RP → 都市高速 → 百道RP) → 医師会館・ソフトリサーチパーク前 → 福岡タワー南口 → 藤崎

### 昭代（城南）博多駅線
愛宕浜営業所、吉塚営業所と共同運行。百道浜営業所担当便は基本的にスロープ付の大型車での運行。
- ■■ 11 (薬院駅前→中央ふ頭：■88)
  - 藤崎 - 昭代 - 六本松 - 桜坂 - 薬院駅前 - 住吉 - 博多駅 - 博多港国際ターミナル（中央ふ頭）

### タワー（天神）貝塚線
吉塚営業所と共同運行。
- ■■ 20
  - 福岡タワー（TNC放送会館前） - 地行 - 今川西町公園前 - 六本松 - 桜坂 - 薬院駅前 - 天神 - 築港口 - 貝塚駅
- ■ 302（那の津口→博多駅：■5）
  - 福岡タワー（TNC放送会館前） → (百道RP → 都市高速 → 天神北RP) → 天神 → 住吉 → 博多駅
- ■ 305（福岡タワー←渡辺通一丁目：■ W1）
  - 福岡タワー（TNC放送会館前） ← ヒルトン福岡シーホーク ← 九州医療センター ← みずほPayPayドーム ← (西公園RP ← 都市高速 ← 天神北RP) ← 天神 ← 渡辺通一丁目 ← 住吉 ← 博多駅
- ■ 312
  - 福岡タワー（TNC放送会館前） → (百道RP → 都市高速 → 呉服町RP) → 呉服町 → 博多駅

### 長浜線
- ■ 68
  - 福浜 - 給油センター - 港銀座通り - 長浜二丁目 - 天神 - キャナルシティ博多前 - 祇園町 - 博多駅

### 桧原（小笹）博多駅線
桧原営業所、博多営業所と共同運行。
- ■■ 69
  - 桧原営業所 - 下長尾 - 小笹 - 西鉄平尾駅 - 那の川 - 百年橋通 - 駅東三丁目 - 博多駅
- ■■ 69-1
  - 藤崎 - 昭代 - 笹丘一丁目 - 小笹 - 西鉄平尾駅 - 那の川 - 百年橋通 - 駅東三丁目 - 博多駅

## 過去の路線

### シーサイドタワー線
シーサイドももち地区と天神・博多駅を都市高速経由で結ぶ路線。
- ■■ 305（タワー方面は渡辺通一丁目からW1として運行）
  - 藤崎 - 福岡タワー南口 - 医師会館・ソフトリサーチパーク前 - （ヒルトン福岡シーホーク→／←ヒルトン福岡シーホーク前←） - 国立医療センター - ヤフオクドーム前 - 中央市民プール前 - （西公園）都市高速（天神北）- 那の津口 - 天神 - 渡辺通一丁目 - 住吉 - 博多駅
  - 福岡タワー南口（TNC放送会館前）→医師会館・ソフトリサーチパーク前→ヒルトン福岡シーホーク→国立医療センター→ヤフオクドーム前→中央市民プール前→（西公園）都市高速（天神北）→那の津口→天神→渡辺通一丁目→住吉→博多駅
  - 大橋駅方面発着系統は#渡辺通幹線を参照。
- ■■ 306
  - 藤崎 - 福岡タワー南口 - 医師会館・ソフトリサーチパーク前 - （→ヒルトン福岡シーホーク→／←ヒルトン福岡シーホーク前←） - 国立医療センター - ヤフオクドーム前 - 中央市民プール前 -（西公園）都市高速（呉服町）- 呉服町 - 祇園町 - 博多駅
  - 福岡タワー南口（TNC放送会館前） - 医師会館・ソフトリサーチパーク前 - （→ヒルトン福岡シーホーク→／←ヒルトン福岡シーホーク前←） - 国立医療センター - ヤフオクドーム前 - 中央市民プール前 -（西公園）都市高速（呉服町）-  呉服町 - 祇園町 - 博多駅
- ■ 312
  - 藤崎←福岡タワー南口←医師会館・ソフトリサーチパーク前←（百道）都市高速（呉服町）←呉服町←祇園町←博多駅

### 西新（城南）九大線
- ■■ 9
  - マリノアシティ福岡 - （9番:現行路線 郵便局前 - 博多駅）

2024年8月18日マリノアシティ福岡閉館に伴い路線休止中。

### 西新（築港）貝塚線
- ■■ 25
  - 福岡タワー（TNC放送会館） - 医師会館・ソフトリサーチパーク前 - （←ヒルトン福岡シーホーク前←） - 九州医療センター - 地行 - 西新パレス前 - 西新四丁目 - 鳥飼 - 大濠 - 六本松 - 桜坂 - 雙葉学園入口 - 薬院大通り - 薬院駅前 - 渡辺通一丁目 - 天神地区（天神南 - （→天神ソラリアステージ前→/←天神コア前←） - 天神北） - 市民会館前 - 石城町 - 千鳥橋 - 馬出三丁目 - 箱崎浜 - 箱崎松原 - 貝塚駅
- ■ 25-1（動物園前行き）■ 25（貝塚駅行き）
  - 動物園前 - 教会前 - 九電体育館前 - 薬院大通り - 薬院駅前 - 渡辺通一丁目 - 天神地区（天神南 - （→天神ソラリアステージ前→/←天神コア前←） - 天神北） - 市民会館前 - 石城町 - 千鳥橋 - 馬出三丁目 - 箱崎浜 - 箱崎松原 - 貝塚駅

### 博多駅〜西新線
- ■■ 8
  - （8番:現行路線 室住団地 - 藤崎） - 西新

### 福岡シティループバス
百道浜営業所は専用車両を4台保有・乗務を担当していた。2011年2月26日ダイヤ改正までは博多営業所と共同運行であったが現在は単独運行。2014年9月28日に運行を終了した。

## 備考
- 福岡地区での若い運転士を育てる営業所の一つとして指定されている。

## 車両
- 路線車

開設から長らく日産ディーゼルが導入され、日野・三菱ふそうは他営業所からの転入で構成されていたが、近年はいすゞ車も配備されている。全車両にバックアイカメラが搭載されている。
- 大型車はワンステップ車が日産ディーゼルといすゞ、ノンステップ車が日野といすゞ。2010年までは全車西工B型で導入された。2013年12月には渡辺通幹線専用塗装を施したいすゞ・エルガのノンステップバスが納車され、以降は日野もしくはいすゞを導入している。
- 中型車は全てJ-BUS製レインボーIIである。かつては全車西工B型であったが、2013年末よりエルガミオ、レインボーIIを導入し急速に置き換えていった。タワー（天神）貝塚線と賀茂～藤崎線で使用されるが、稀に長浜線にも使用される。賀茂〜藤崎線専用車である7943号車はギャラリーバスと題し、賀茂地区の小学生による絵画作品が展示されている。エルガミオは転出により現在在籍しない。
- 2017年には雑餉隈営業所から西工B型の中型ロング車両が2台（9801・9802号車）転入した。長浜線で使用されるが、稀に博多駅～西新線や西新（城南）九大線など大型車を使用する路線を代走することがある。
- 上記のほかに、福岡シティループバス「ぐりーん」の専用車両（日産ディーゼル・西工B型）が4台配置されていたが、「ぐりーん」の廃止に伴い1台が西鉄バス宗像新宮支社→新宮営業所（志賀島島内線用）、他の3台は能古島島内線用として愛宕浜営業所に転属した。

- 貸切車 
  - 営業所近隣の送迎用として大型の三菱ふそう（西工C型）が1台配置されていたが、2020年4月に除籍され、現在は貸切専用車は配置されていない。
  - 現在は貸切登録車として、一般路線で使用されている日産ディーゼルスペースランナーUA（車番9309）がいる。